# Anja Garbarek
Anja Garbarek (Oslo, 24 de Julho de 1970) é uma cantora e compositora norueguesa. Filha única do saxofonista norueguês Jan Garbarek, nasceu em Oslo em 1970, onde cresceu e conviveu com músicos desde criança. Apesar de não tocar nenhum instrumento, é ela quem compõe todos os seus álbuns. Segundo a própria Anja, este é um dos principais elementos de imprevisibilidade da sua música.
Aos 16 anos, Anja frequentou a faculdade de teatro. Foi encenando um musical que Anja foi descoberta por produtores musicais noruegueses. O resultado foi seu primeiro álbum, 'Velkommen Inn', de 1992, o único cantado em norueguês. O primeiro álbum fez sucesso na Noruega e rendeu uma turnê.
Em 1996, lança seu segundo álbum, intitulado Ballon Mood. Neste álbum, contou com o produtor Marius DeVries, que já havia trabalhado com Massive Attack, Björk e Madonna.
Em 1997, morando em Londres, assina com a Virgin Records e em 2001 lança o álbum que viria a ser um grande sucesso de crítica e público, intitulado 'Smiling and Waving'. O álbum é marcado pela mistura de samplers eletrônicos e instrumentos acústicos, além de participações como a de Mark Hollis do Talk Talk e a lenda do rock progressivo Robert Wyatt (este canta na faixa 'The Diver' onde há a linha que intitula o álbum). Por este álbum Anja recebeu o Spellemannsprisen na categoria 'open class'.
Em 2003 Anja volta para a Noruega, já casada e com uma filha. A experiência de ter uma criança leva a cantora a escrever as letras do seu próximo álbum, 'Briefly Shaking' de 2006.
Apesar de ter sido comparada a nomes como Björk e Stina Nordenstam, as principais influências de Anja foram Kate Bush, Laurie Anderson e Billie Holiday.

## Discografia

### Álbuns
- Velkommen inn (1992)
  1. "Vil Du Være Med"
  2. "Male Øynene Dine"
  3. "Vingene Mine"
  4. "Somme Tider"
  5. "Det Du Ser"
  6. "Velkommen Inn"
  7. "Elsker Du Som Jeg"
  8. "Dekk Deg Til"
  9. "Du"
  10. "Er Det Flere Her"
  11. "Løp Alt Du Kan"

- Balloon Mood (1996) - Allmusic  link
  1. "Beyond My Control"
  2. "I.C.U."
  3. "Just One of Those Days"
  4. "Picking up Pieces"
  5. "Cabinet"
  6. "Something Written"
  7. "Strange Noises"
  8. "Telescope Man Says"
  9. "She Collects (Stuff Like That)"
  10. "Balloon Mood"

- Smiling & Waving (2001) - Allmusic  link
  1. "Her Room"
  2. "The Gown"
  3. "Spin The Context"
  4. "Stay Tuned"
  5. "You Know"
  6. "Big Mouth"
  7. "The Diver"
  8. "That's All"
  9. "And Then"
  10. "It Seems We Talk"

- Briefly Shaking (2006)
  1. "Born That Way" - 1:00
  2. "Dizzy With Wonder" - 2:53
  3. "The Last Trick" - 5:29
  4. "Sleep" - 3:35
  5. "Shock Activities" - 4:15
  6. "Yes" - 1:26
  7. "My Fellow Riders" - 3:59
  8. "Can I Keep Him" - 3:41
  9. "This Momentous Day" - 4:20
  10. "Still Guarding Space" - 4:30
  11. "Word Is Out" - 4:29

- Trilha Sonora do filme Angel-A (2006)
  1. "Beyond My Control"
  2. "Can I Keep Him?"
  3. "It's Just A Game"
  4. "Thank You Franck"
  5. "Her Room"
  6. "Andre Running"
  7. "No Trace Of Grey"
  8. "The Cabinet"
  9. "A. On Bridge"
  10. "Spin The Context"
  11. "It's Just A Game (Instrumental Version)"
  12. "Le Corridor"
  13. "Balloon Mood"
  14. "Andre Face Au Miroir"
  15. "Crossroads - Eat"
  16. "Captivante - Radar"
  17. "Under Your Wings - Hiro My Hero And Soulfull"
  18. "Angel - Hiro My Hero And Soulfull

### Participações
- Volcano - Satyricon - (2002) (vocal em 3 faixas: "Angstridden", "Mental Mercury" e "Black Lava")
- Koine - Rita Marcotulli (2003)
- Cuckooland - Robert Wyatt (2003)
- Sweet Mental - Wibutee (2006) (vocal em 1 faixa: "The Ball")
- Comicopera - Robert Wyatt (2007)
- Slope - Steve Jansen (2007)